# Kafr Misr
Kafr Misr (hebrejsky כַּפְר מִצְר‎, arabsky كفر مصر‎, anglicky Kafar Misr) je arabská vesnice v Izraeli, v Severním distriktu, v oblastní radě Bustán al-mardž.

## Geografie
Leží v Dolní Galileji v nadmořské výšce 116 metrů, na severním okraji planiny Ramot Isachar, nedaleko severovýchodních svahů masivu Giv'at ha-More a 5 kilometrů jižně od hory Tavor. Severovýchodně od obce teče vodní tok Nachal Tavor, kam odtud směřuje i vádí Nachal Šumar. Jižně od obce se zvedá vrch Giv'at Gazit.
Vesnice se nachází cca 12 kilometrů severovýchodně od centra Afuly, cca 87 kilometrů severovýchodně od centra Tel Avivu a cca 45 kilometrů jihovýchodně od Haify. Kafr Misr obývají izraelští Arabové, přičemž osídlení v tomto regionu je smíšené. Kromě několika dalších arabských obcí se tu nacházejí i židovské vesnice.
Kafr Misr je na dopravní síť napojen pomocí místní komunikace číslo 7276, která pak u Kfar Tavor ústí do dálnice číslo 65.

## Dějiny
Nynější Kafr Misr vznikl počátkem 19. století. Založili ho arabští přistěhovalci z Egyptu (arabsky Misr). Většinu populace nyní tvoří arabští Beduíni z klanu Zuabija. Přistěhovalci z Egypta se sem dostali během vlády Muhammada Alího Pašy.
Vesnice je ale zmiňována už ve staroegyptských pramenech. Někteří badatelé ji identifikují jako místo biblického sídla Meróz, které zmiňuje Kniha Soudců 5,23. Křižáci ji nazývali Kfar Mazre (כפר מצרי). Na mapě z roku 1799 se obec uvádí jako מווילה - Mavela.
Po skončení britského mandátu během války za nezávislost v roce 1948 byla tato oblast ovládnuta izraelskou armádou, ale obyvatelé této vesnice nebyli vysídleni. Kafr Misr si tak zachoval svůj arabský ráz i ve státě Izrael. Část obyvatel ale po konci války odešla. Původní území pod jurisdikcí vesnice se po vzniku státu redukovalo z cca 13 230 dunamů (13,23 kilometrů čtverečních) na 4015 dunamů (4,015 kilometrů čtverečních).
V obci funguje základní škola.

## Demografie
Podle údajů z roku 2014 tvořili populaci v Kafr Misr výlučně Arabové. Jde o menší sídlo vesnického typu s rostoucí populací. K 31. prosinci 2014 zde žilo 2563 lidí. Během roku 2014 populace stoupla o 1,0 %.
| Rok            | 1922 | 1945 | 1948 | 1961 | 1972 | 1983  | 1995  |
| -------------- | ---- | ---- | ---- | ---- | ---- | ----- | ----- |
| Počet obyvatel | 253  | 330  | 213  | 415  | 698  | 1 030 | 1 159 |

| Rok            | 2001 | 2002 | 2003 | 2004 | 2005 | 2006 | 2007 | 2008 | 2009 | 2010 | 2011 | 2012 | 2013 | 2014 |
| -------------- | ---- | ---- | ---- | ---- | ---- | ---- | ---- | ---- | ---- | ---- | ---- | ---- | ---- | ---- |
| Počet obyvatel | 2010 | 2080 | 2133 | 2186 | 2228 | 2300 | 2363 | 2394 | 2395 | 2460 | 2485 | 2514 | 2538 | 2563 |